# Bear River
Bear River è un comune degli Stati Uniti d'America, situato nel Wyoming, nella contea di Uinta.